# Onthophagus tritinctus
Onthophagus tritinctus är en skalbaggsart som beskrevs av Antoine Boucomont 1914. Onthophagus tritinctus ingår i släktet Onthophagus och familjen bladhorningar. Inga underarter finns listade i Catalogue of Life.